# 交響曲第3番 (ブルックナー)
アントン・ブルックナーの交響曲第3番ニ短調は、1873年に最初の稿が完成された交響曲であり、彼が番号を与えた3番目の交響曲にあたる。リヒャルト・ワーグナーに献呈されたことに由来する「ワーグナー」という愛称も付けられている。
この作品はブルックナーの交響曲の中で特に改訂が多いことで知られ、少なくとも6つの版が存在し（#出版の経緯参照）、そのうち3つが現在でも広く演奏されている。

## 作曲の経緯
1872年に着手し、1873年に初稿（第1稿または1873年稿）が完成した。
初稿執筆の最中の1873年、ブルックナーはリヒャルト・ワーグナーに面会し、この第3交響曲の初稿（終楽章が未完成の状態の草稿）と、前作交響曲第2番の両方の総譜を見せ、どちらかを献呈したいと申し出た。ワーグナーは第3交響曲の方に興味を示し、献呈を受け入れた。
この初稿により1875年、ヘルベック指揮ウィーン・フィルハーモニー管弦楽団によって初演が計画されたが、リハーサルでオーケストラが「演奏不可能」と判断し、初演は見送られた。
1876年（交響曲第5番作曲の時期）、ブルックナーはこの曲の大幅改訂を試み、1877年に完成した（第2稿、または1877年稿）。
同じ1877年、ブルックナー自身がウィーン・フィルを指揮して、この曲は初演された。もっともこの初演は、オーケストラ奏者も聴衆もこの曲に理解を示さず、ブルックナーが指揮に不慣れであったことも手伝い、演奏会終了時にほとんど客が残っていなかったという逸話を残している。とはいえ、残っていた数少ない客の中には、曲の初演準備のために2台ピアノへの編曲作業を手伝った、若き日のグスタフ・マーラーもあった。この初演の失敗により、ブルックナーはその後約1年間、作曲活動から遠ざかった。
1878年、この曲が出版されることとなり、それにあわせて一部修正を行った。
1888年、再度この曲は大幅改訂され、1889年に完成した（第3稿、または1889年稿）。交響曲第8番の改訂と同じ時期である。この稿は1890年に、ハンス・リヒター指揮ウィーン・フィルによって初演された。この第3稿での初演は成功を収めた。
日本初演は1962年5月23日ハンス・カウフマン指揮の京都市交響楽団により、京都会館にて。

### 曲の愛称
ワーグナーに献呈されたことから「ワーグナー」の愛称も付けられている。この曲の初稿をワーグナーに献呈する際、ブルックナーは表紙に「ワーグナー」の文字を華やかな金泥色で記すよう指示した。印刷された表紙は、ワーグナーの文字の方がブルックナーよりもずっと大きい。

## ワーグナーの対応
1873年8月31日、ブルックナーはこの作品と旧作の第2交響曲の楽譜を持ってバイロイトのワーグナー宅を訪問している。風采の上がらないブルックナーを見て、ワーグナー夫人のコジマは、物乞いと勘違いしたという。ワーグナーはバイロイト祝祭劇場建設のプロジェクトに忙しく、献呈に興味を示さずほとんど門前払いの形でブルックナーを帰らせたが、後で楽譜を見て感動し、劇場建築現場にたたずんでいたブルックナーを連れ戻して抱きしめ、「私はベートーヴェンに到達する者をただ一人知っている。ブルックナー君だよ。」と称賛した。
献呈を快諾された晩、ワーグナー夫妻とブルックナーは2時間半程歓談したという記録が遺されている。その際、ワーグナーがしきりにビールを勧めたため、ブルックナーはすっかり酔ってしまい、翌朝ブルックナーは、ワーグナーがどちらの交響曲の献呈を受け入れてくれたのかすっかり忘れていた。同席していた彫刻家キースに尋ねるとニ短調の交響曲についての話でトランペットが話題になっていたという。そこで、念のためにとホテルに備付けられた便箋に、「トランペットで主題が始まるニ短調交響曲（の方でしょうか）。A・ブルックナー Symfonie in D moll, wo die Trompette das Thema beginnt. A. Bruckner mp.」と書いてワーグナーに送ったところ、同じ紙に書き添えて「そうです! そうです! 敬具。リヒャルト・ワーグナー Ja! Ja! Herzlichen Gruss! Richard Wagner」との返事があった。
この時ブルックナーが使用した便箋によると、宿泊していたホテルは「金の碇 Zum goldenen Anker Bayreuth」というもので、2020年現在も4つ星ホテルとして営業している。ワーグナーの家であるヴァーンフリート荘とも程近く、逆にバイロイト祝祭劇場へは少し距離がある。

## 自筆譜の行方
交響曲第3番の自筆譜は、上述の2台ピアノ編曲作業を手伝った経緯から、マーラーが所持していた。マーラーの夫人アルマは、アルマ自身とマーラー、3度目の夫ヴェアフェルのいずれもユダヤ人の出自であったことと、ナチスがブルックナーの音楽を（ワーグナーと同様に）政治利用していたため、ナチスから所持品を没収されることを憂い、マーラーの遺品のトランクの中からこのブルックナーの交響曲第3番の自筆譜を見つけ出し、1939年にアメリカへ密輸した後、戦後オークションにかけた。

## 出版の経緯
1878年および1890年、レティッヒ社から「初版」が出版された。前者は1877年稿を、後者は1889年稿を基にしているが、弟子の校訂が加わっているとも言われる。
ローベルト・ハース主導の国際ブルックナー協会の第1次全集編纂においては、この第3交響曲の校訂譜を残せないままハースが失脚し、主幹校訂者がレオポルト・ノヴァークに移ることとなった。ただしその際、ハース校訂譜の版権が東ドイツに残った関係から、戦後フリッツ・エーザーが東ドイツにて、ハースの意志を受け継いでこの第3交響曲の校訂を行った。これは「エーザー版」と呼ばれ、通常、第1次全集の範疇に含められる。この楽譜はヴィースバーデンのブルックナー出版から出版された（1950年）が、現在絶版である。このエーザー版は、第2稿を元に校訂していた。
国際ブルックナー協会の校訂作業がノヴァークに代わった後、ノヴァーク校訂によるこの曲の楽譜が次々と出版された。まず1959年に、第3稿に基づくノヴァーク版が出版された（ノヴァーク版第3稿）。つづいて1977年にノヴァーク版第1稿、1980年にはアダージョ第2番、さらに1981年にノヴァーク版第2稿が出版された（アダージョ第2番は1876年に作曲されたと思われる、緩徐楽章の異稿であり、第1稿と第2稿の中間段階のものと思われる）。ノヴァークの死後レーダーが1995年に校訂報告書を出版し、異稿問題は一応の学問的決着をみた。

### 各稿・版の評価
第2稿をもとにしたエーザー版とノヴァーク版第2稿は、本質的には同一のものであるが、エーザーは1878年の出版の際の指示を一部採用している。大きな相違は第3楽章のコーダであり、エーザーは「印刷しない」の指示を採用し、これをスコアには含めてない。ノヴァーク版ではそのままスコアに含めている。
第3稿をもとにしたノヴァーク版第3稿と初版は、本質的には同一のものであるが、後者は表情付けなど細かい指示が随所でなされている。たとえば第1楽章の100小節目の木管の和音は、ノヴァーク版第3稿では単なる延ばしの和音だが、初版ではcresc.が付記され、次のヴァイオリンの旋律への布石にもなっている。
第1稿には、ワーグナーの楽劇の旋律の引用が随所に見られたが、第2稿・第3稿と改訂が進むにつれ、引用箇所は削除されていった。また終楽章で、第1稿では先行3楽章の主題が全て回想されるが、第2稿では第1楽章の回想のみ、第3稿では回想がなされない。その他、第1稿では、第2稿以降に比べると、主題・旋律に要する小節数が不均等である（交響曲第4番の第1稿においても、同様の傾向がみられる）。
概して、第3稿の完成度の高さを評価する演奏者が多く、実際の演奏でも、ノヴァーク版第3稿が使用されることが多い。ただし、第2稿・第1稿の方に評価を与え、これらを使用する指揮者も少なくない。第3稿については、音楽の展開が晩年のブルックナーのスタイルになってしまっており（特に第1楽章）、第2稿の方が、この曲の主題や楽想にふさわしいとの評価もある。第1稿については、「未整理」「冗長」と評されることも多いが、逆に「革新的」という視点で捉える指揮者もいる。

## 楽器編成
フルート2、オーボエ2、クラリネット2、ファゴット2、ホルン4、トランペット3、トロンボーン3、ティンパニ、弦五部

## 演奏時間
初稿が約70分、第2稿が約60分、第3稿が約55分（各21分、14分、7分、13分）である。

## 楽曲の構成

### 第1楽章
適度に、神秘的に（第1稿）
適度に、より動きをもって、神秘的に（第2稿）
遅めに、神秘的に（第3稿）
ニ短調 2/2拍子  ソナタ形式
弦の下降する音型を背景にトランペットによって第一主題が提示される。こうした明確な主題の提示は、交響曲第0番（1869年）の手痛い経験からともいえよう。
経過句に入り少しずつ膨らんで行き、頂点部分で特徴的な旋律を力強く演奏しフェルマータで休止する。曲は静まり主題を確保後、経過句もほぼ同様に繰り返す。再度静かになると第二主題の登場となる。
第二主題は3+2、および2+3のブルックナーリズムによって対位法的に構成される。この主題は少しずつ変化しながら展開され、主題冒頭の動機を使って高揚するとクライマックスを築く。
第三主題が金管で提示される。第三主題も同じリズムを用いエコーの効果を示しながら進んでいく。提示部の終わりにはミサ曲第1番ニ短調のグローリアのなかのミゼレーレの部分が奏され、宗教的イメージとの関連をうかがわせる。
展開部の初めは第一主題の反行形が木管で演奏され、短い応答部分を経ると次第に曲が大きく発展し、第一主題を使ってクラマックスを築く。展開部の終わりにはワーグナーのトリスタンやワルキューレからの引用と思われる楽句が初稿ではおかれていたが次の稿ではもうその部分は削除されている。展開部から再現部へ移行する際に木管に交響曲第2番第一楽章の第一主題が現れる。再現部はかたどおりである。
コーダにはベートーヴェンの交響曲第9番からの影響と思われる、オスティナート・バスによる形成が見られる。
なお、1稿は全体的に経過部分が長くなっており、終結部も異なる。また、2稿と3稿では展開部や終結部に大きな違いがる。

### 第2楽章
アダージョ、荘重に（第1稿）
アンダンテ、動きをもって、荘重に、クワジ･アダージョ（第2稿）
アダージョ、動きをもって、クワジ・アンダンテ（第3稿）
変ホ長調 4/4拍子 A-B-C-B-Aの形式
第1主題（A）は美しく更に内面的な旋律で、第2主題（B）はヴィオラが奏でる。中間部（C）は神秘的にと書かれた楽想で、第1主題の再現で頂点となる。ここでの管弦楽法はワーグナーの影響が反映されている。コーダも美しい音楽で、その頂点のあとには『ワルキューレ』の眠りの動機が引用されている。

### 第3楽章
スケルツォ かなり急速に ニ短調 トリオ：同じテンポで イ長調 3/4拍子
何かを問いかけるようなヴァイオリンの旋回モチーフと、それに応じる低弦のピッツィカートとが交互に現れて序奏を形成し、最強音で主題が開始される。
中間部には六度の下降を特徴とする歌謡的な楽句が現れるがその軽やかなワルツ的な伴奏は、トリオを予告しているといえよう。トリオはピッツィカートをおりまぜたワルツの雰囲気の濃い曲である。
細部において1稿、2稿、3稿ともそれぞれ異なる。なお、2稿のみダカーポ後にコーダへ移行する。

### 第4楽章
アレグロ ニ短調～ニ長調 2/2拍子　自由なソナタ形式
第1主題は第1楽章の第1主題冒頭と同じリズムで始まる。
よりゆっくりとした第2主題は嬰ヘ長調で現れる。
第1稿、第2稿では展開部と再現部とが分かれているが、第3稿ではブルックナーが晩年に用いた、展開部と再現部が合体した形をとっていて、再現部は第2主題から始まる。コーダの最後には第1楽章、第1主題の冒頭動機がニ長調で大きく鳴らされて全曲をしめくくる。ただし、第1稿ではこの部分はなく、その2小節前で終わる。

## 評価
- ドイツの音楽学者ハンス＝ヨアヒム・ヒンリヒセン（英語版）は、「困難なブレイクスルー的作品」と述べている[6]。
- ドイツの指揮者・音楽学者であるルドルフ・クロイバー（英語版）は、第3交響曲を「ブルックナーの一連の傑作群の始まりであり、彼の創造性と交響的構築の記念碑的な能力が融合している」と評している[7]。